# Třída Delhi
Třída Delhi (jinak též Projekt 15) je třída víceúčelových raketových torpédoborců Indického námořnictva. Do služby vstoupily v letech 1997-2001. Doposud jsou to největší válečné lodě, které Indie postavila v domácích loděnicích. Z Indie přitom pochází 70% jejich komponentů.

## Stavba
V roce 1985 byla objednána stavba tří jednotek této třídy. Celou třídu staví indické loděnice Mazagon Dock Limited v Bombaji.
Jednotky třídy Delhi:
| Jméno        | Založení kýlu      | Spuštěna        | Vstup do služby    | Status  |
| ------------ | ------------------ | --------------- | ------------------ | ------- |
| Mysore (D60) | 2. února 1991      | 4. června 1993  | 2. června 1999     | aktivní |
| Delhi (D61)  | 14. listopadu 1987 | 1. února 1991   | 15. listopadu 1997 | aktivní |
| Mumbai (D62) | 14. prosince 1992  | 20. března 1995 | 22. ledna 2001     | aktivní |

## Konstrukce

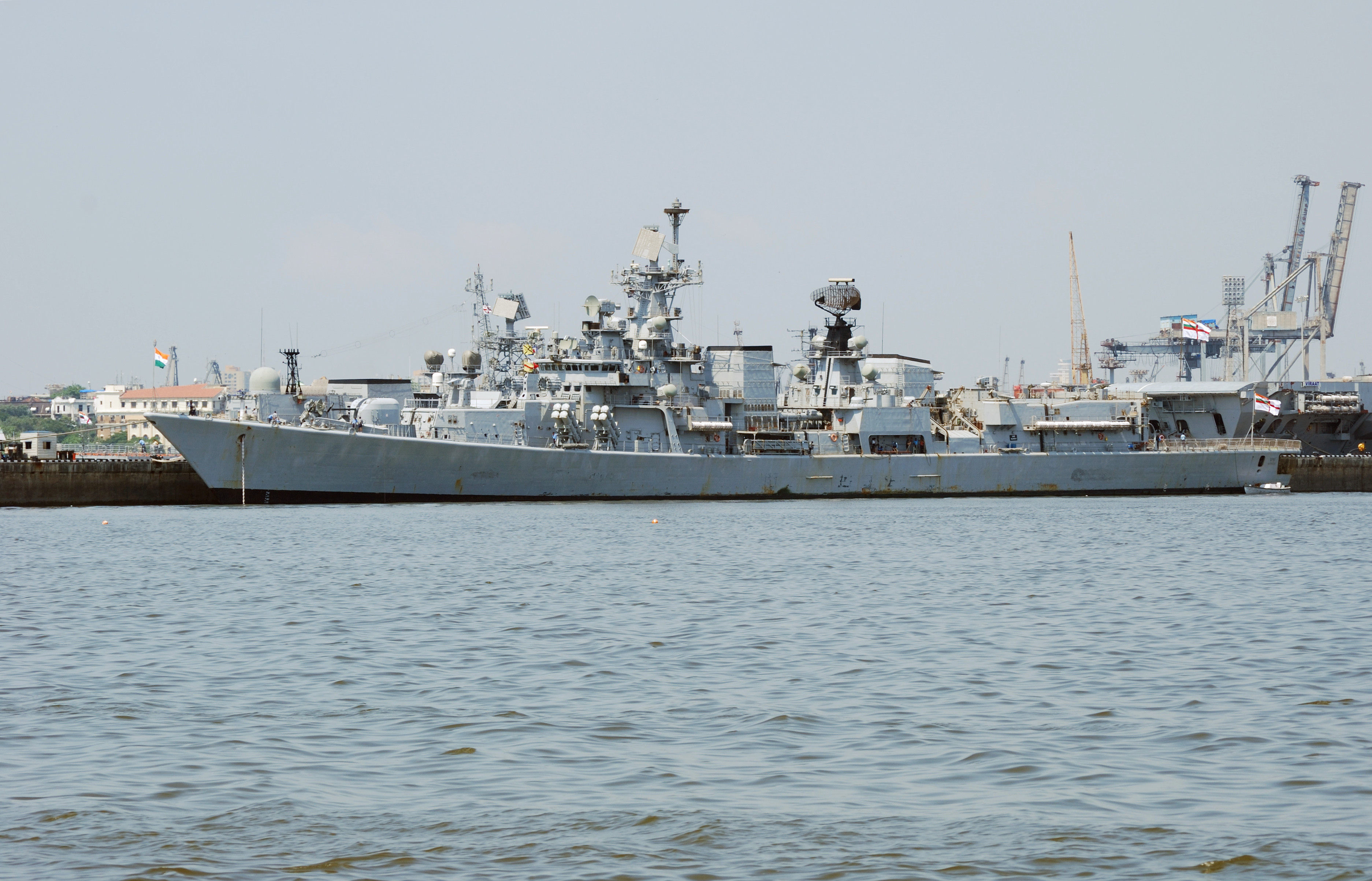
Torpédoborec třídy Delhi

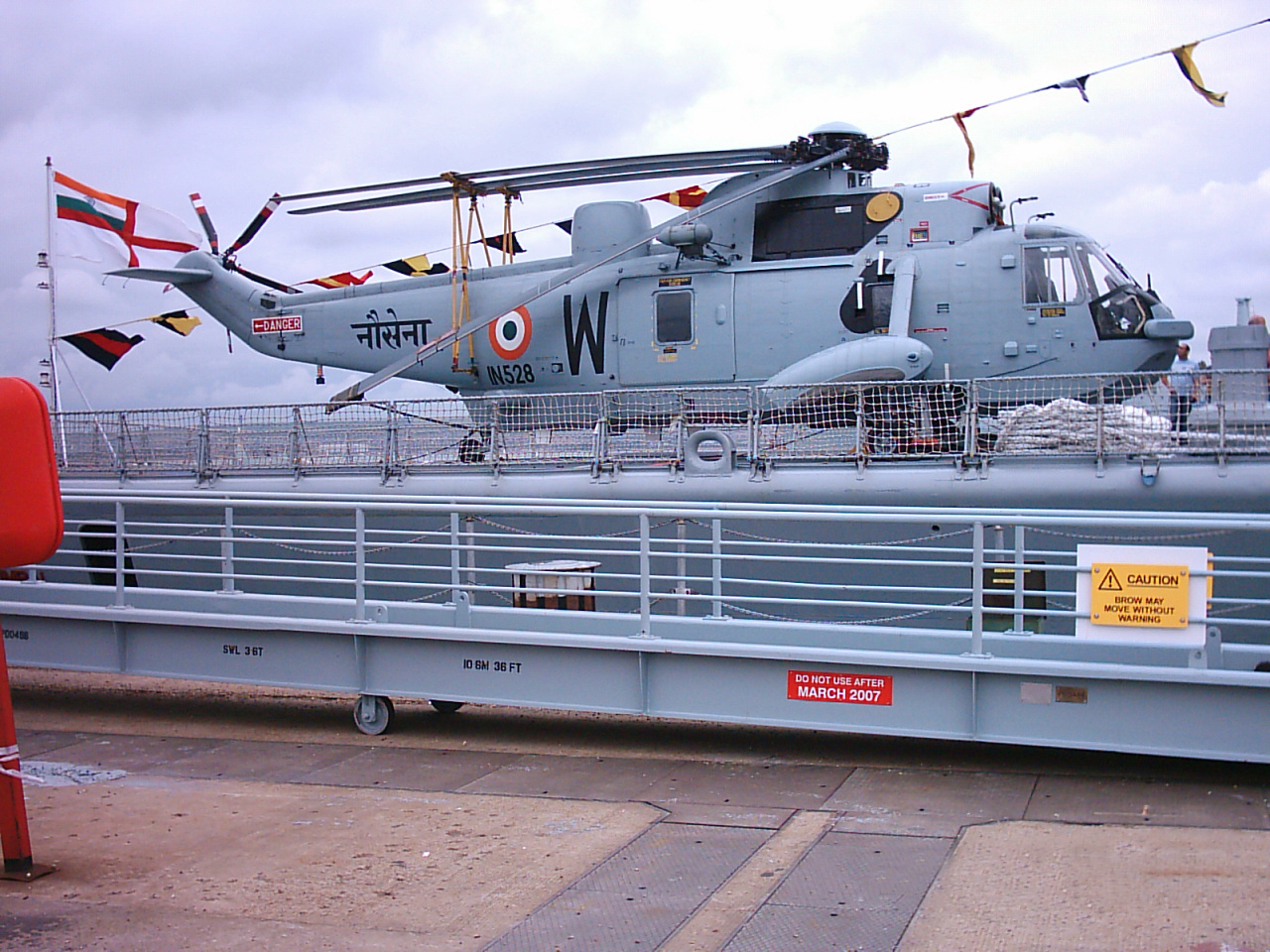
Palubní vrtulník Sea King Mk42B

Konstrukce lodí je odvozena od ruských torpédoborců třídy Rajput, s využitím prvků fregat třídy Godavari a torpédoborců třídy Sovremennij.
Hlavňovou výzbroj představuje 100mm kanón AK-100 v dělové věži na přídi a čtyři komplety pro blízkou obranu AK-630 s 30mm rotačními kanóny. Lodě dále nesou čtyři čtyřnásobná odpalovací zařízení ruských protilodních střel Ch-35 (v kódu NATO SS-N-25, mají je nahradit střely BrahMos). K boji proti letadlům slouží dvě jednoduchá odpalovací zařízení protiletadlových řízených střel systému Štil (exportní verze kompletu Uragan, v kódu NATO SA-N-7). Jedno je na přídi a druhé za zadním komínem. Torpédoborce byly vybaveny též obranným systémem využívajícím izraelských střel moře-vzduch Barak 1 (odpalovány ze dvě skupiny osminásobného vertikálního odpalovacího zařízení). Z pětihlavňového 533mm torpédometu mohou být odpalovány protiponorkové střely SS-N-15 Starfish a SS-N-16 Stallion. Protiponorkovou výzbroj doplňují dva raketové vrhače hlubinných pum RBU-6000. Na zádi je přistávací plošina a hangár pro dva vrtulníky typu HAL Chetak či HAL Dhruv.
Pohonný systém je koncepce CODAG. Pro plavbu ekonomickou rychlostí slouží diesely KVM-18 a při bojovém nasazení se k nim přidají ještě plynové turbíny AM-50. Lodní šrouby jsou dva. Nejvyšší rychlost dosahuje 32 uzlů. Dosah je 4500 námořních mil při 18 rychlosti uzlů.